# Lindsay Anderson
Lindsay Gordon Anderson (n. 17 aprilie 1923, Bangalore, India – d. 30 august 1994, Angouleme, Franța) a fost un regizor de film, teatru și film documentar englez, născut în India dar și inițiatorul mișcării Free Cinema și al noului val britanic. A fost cel mai recunosct pentru filmul său din 1968 Dacă . . ., care a câștigat Marele Premiu la Festivalul Internațional de Film de la Cannes.

## Filmografie selectivă
- 1963 Viața sportivă (This Sporting Life)
- 1968 Dacă... (If...)
- 1980 Privește înapoi cu mânie (Look Back in Anger)